# Afrocneros mundus
Afrocneros mundus es una especie de mosca del género Afrocneros, de la familia Tephritidae, orden Diptera. Fue descrita por Loew en 1863.
Se distribuye por Sudáfrica. Durante el ritual de cortejo, el macho produce una especie de espuma que sale de la probóscide.